# 그물바탕말과
그물바탕말과(Dictyotaceae)는 갈조강에 속하는 조류과의 하나이다. 그물바탕말목(Dictyotales)의 유일한 과로 그물바탕말(Dictyota dichotoma)과 부챗말(Padina arborescens) 등을 포함하여 277종으로 이루어져 있다.

## 하위 속
- Bicrista - 유일종
- Canistrocarpus - 노루뿔그물바탕말 포함 3종.
- Chlanidophora - 2종
- Dichophyllium - 유일종
- 뼈대그물말속 (Dictyopteris) - 미끈뼈대그물말 포함 35종
- 그물바탕말속 (Dictyota) - 그물바탕말 포함 91종
- Dictyotopsis - 유일종
- Dilophus - 유일종
- 두켜부채속 (Distromium) - 두켜부채 포함 6종
- Exallosorus - 2종
- Herringtonia - 유일종
- Homoeostrichus - 유일종
- Lobophora - 21종
- Lobospira - 유일종
- Newhousia - 2종
- 부챗말속 (Padina) - 부챗말 포함 52종.
- 개그물바탕말속 (Rugulopteryx) - 개그물바탕말 포함 4종
- Scoresbyella - 유일종
- 가시그물바탕말속 (Spatoglossum) - 참가시그물바탕말 포함 20종
- Stoechospermum - 유일종
- Stypopodium - 8종
- 반주름말속 (Taonia) - 반주름말 포함 6종
- Vaughaniella - 유일종
- Zonaria - 15종